# Tadeusz Bronisław Massalski
Tadeusz Bronisław Massalski (ur. 29 czerwca 1926 w Warszawie, zm. 2 grudnia 2022 w Doylestown) – polski dydaktyk, profesor w dziedzinie nauki o materiałach i fizyce metali, doktor honoris causa Politechniki Warszawskiej.

## Życiorys
Wybuch II wojny światowej uniemożliwił mu kontynuowanie nauki. W 1944 przedostał się do Włoch i tam zaciągnął się do Armii Polskiej, gdzie służył w 2 Dywizji Pancernej. Po zakończeniu wojny rozpoczął studia w Turynie, a następnie przeniósł się na studia do Londynu. Egzaminy natomiast zdał na jednym z najlepszych w ówczesnym czasie Wydziale Metalurgii na Uniwersytecie w Birmingham. W 1954 obronił doktorat. W latach 1954–1956 wyjechał na stypendium do USA. Staż odbył w Instytucie Badań Metali w Chicago, po jego zakończeniu wrócił do Anglii do Birmingham, gdzie został wykładowcą na Uniwersytecie. W roku 1959 ponownie wyjechał do USA, gdzie pracował jako Senior Fellow, Staff Fellow i Head of Metal Physics w Mellon Institute w Pittsburgu. Następnie został jednym z dyrektorów Mellon Institute. Od 1961 wykładowca, profesor fizyki metali i nauki o materiałach w Carnegie Mellon University. W 1965 otrzymał obywatelstwo amerykańskie.
W 1973 otrzymał tytuł doktora honoris causa przyznany przez Politechnikę Warszawską. W 1980 r. został wybrany na członka zagranicznego PAN (Wydział IV Nauk Technicznych).
ByŁ członkiem wielu amerykańskich towarzystw naukowych. Współpracował z:
- Politechniką Warszawską
- Akademią Górniczo-Hutniczą w Krakowie
- Instytutem Podstaw Metalurgii PAN[2]

## Nagrody, wyróżnienia, odznaczenia
- 1973: Doktor honoris causa Politechniki Warszawskiej
- 2011: Krzyż Komandorski Orderu Zasługi RP[2]

## Ważne publikacje
Jest autorem lub współautorem ponad 130 publikacji naukowych.
Współautor monografii, m.in.:
- 1966 „Structures of Metals”
- 1965, 1970 „Physical Metallurgy”[2].